# 理番厅
理番直隸廳，清朝时设置的厅。

理番厅在四川省的位置（1820年）

嘉庆八年（1803年）改杂谷厅置，治所在今四川省理县东北理番（薛城）。先属成绵龙茂道。直属四川省。1914年降为理番县。 
初為雜谷安撫司，康熙十九年來屬，屬茂州保縣。乾隆十七年十月改流，置雜谷廳，治所即今四川理縣東北薛城鎮。為直隸廳。乾隆十八年十二月．劃定行政區域，除雜谷腦一帶外，「舊保縣地方漢番及梭磨、大金川等各土目．請歸新設理番同知管轄。再舊保縣城內漢民，滿溪十寨熟番，及竹克基、松岡、小金川、沃日等地方，並請歸該同知兼轄。」。乾隆二十四年，增領丹壩長官司。嘉慶六年十一月，保縣併入。
领四土司：梭磨宣慰司、从噶克长官司、卓克采长官司、丹坝长官司。